# تاتیننی راما رائو
تاتیننی راما رائو (تلگویی: రామా రావు తాతినేని؛ زادهٔ ۱۹۳۸ – ۲۰ آوریل ۲۰۲۲) یک کارگردان و فیلم‌نامه‌نویس اهل هند بود.
وی کارگردان فیلم‌هایی همچون مجبور و دختر شماره یک بوده‌است.